# François Broussais
François Joseph Victor Broussais, né à Saint-Malo le 14 décembre 1772 et mort à Vitry-sur-Seine le 17 novembre 1838, est un médecin et chirurgien français de la Révolution et de l'Empire, connu un moment comme « l'empereur de la médecine » sous la Restauration. Il est l'auteur d'une nouvelle doctrine médicale, triomphale de son vivant, abandonnée après sa mort, le « système de Broussais ».

## Biographie
La famille des Broussais est une vieille famille bretonne, dont la généalogie a pu être reconstituée jusqu'en 1525 dans les paroisses qui bordent la Rance. Ce patronyme vient des termes broussaye ou brossaille, termes désignant les buissons et broussailles, comme bush en anglais. Sa famille est de statut intermédiaire, dite « bourgeoise à blason » : avocats, médecins, architectes, courtiers, petits propriétaires… dont l'adolescence et la jeunesse se passent en mer.

### Son père Jacques François Broussais (1734-1795)
Né le 14 juillet 1734 à Dinan, le père de Broussais devient chirurgien navigant des vaisseaux marchands et le reste pendant vingt-et-un ans. En 1757, il rejoint Brest contre son gré, à l’occasion du retour de l’escadre d’Emmanuel Auguste de Cahideuc, comte Dubois de la Motte (1683-1764), ramenant l’escadre française de Louisbourg en Acadie à Brest avec des milliers de marins (le chiffre de 4 000 est avancé) atteints du typhus.
Broussais devient aide-chirurgien de la marine royale pour être embarqué jusqu’en 1763. Retrouvant sa liberté, il fait campagne à Terre-Neuve sur le Dauphin, un bateau du comte René Auguste de Chateaubriand (1718-1786), le père de François René de Chateaubriand (1768-1848).
Jacques Broussais se marie en 1769 à Saint-Malo, puis reprend la mer, pour faire de nouveau, campagne à Terre-Neuve jusqu’en 1776 sur l’Hermine, puis sur le Victor. Mettant fin à sa carrière de chirurgien navigant, il s’installe à Pleurtuit, près de Dinard. Très actif patriote sous la Révolution, il fut assassiné, ainsi que son épouse, par les Chouans, dans la nuit de Noël 1795.

### Jeunesse et Révolution
François Broussais naît à Saint-Malo en 1772, d'un père chirurgien de marine et d'une mère fille d'apothicaire. Il passe sa petite enfance choyé par trois femmes protectrices : sa nourrice, sa mère et sa grand-mère. En 1776, son père met fin à sa carrière maritime pour s'installer à Pleurtuit avec sa famille. Son oncle, qui est abbé, lui apprend à lire, et à servir la messe.

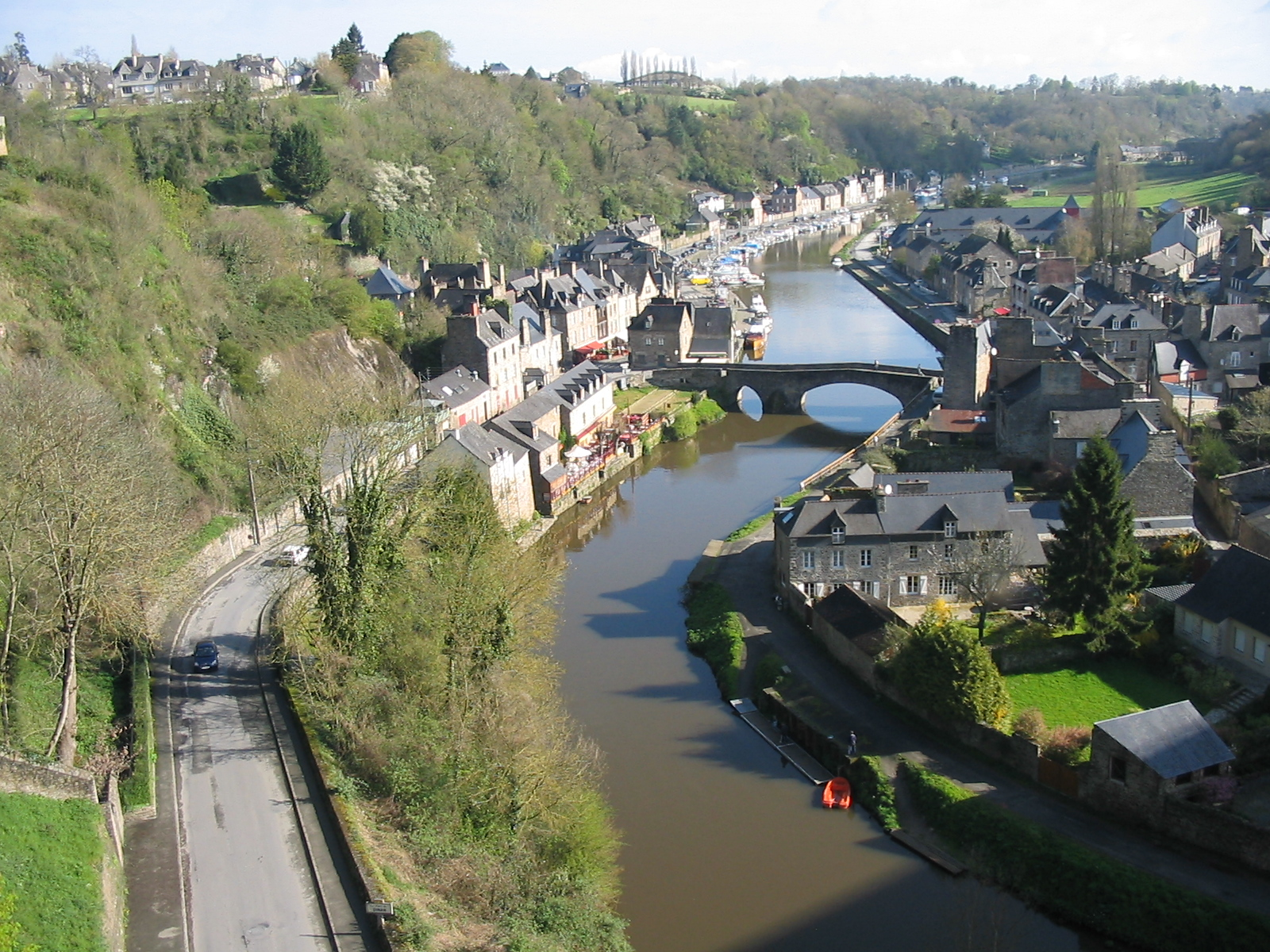
La Rance à Dinan, en 2006.

Il entre au collège de Dinan, qui sera nommé d'après lui François Broussais ; il y est le condisciple de Chateaubriand (dont le père était l'armateur des navires où exerçait le père de Broussais). Chateaubriand avait quatre ans de plus que Broussais. Dans ses Mémoires d'outre-tombe, il raconte que les collégiens de Dinan, petits et grands, se baignaient ensemble dans la Rance, en mentionnant Broussais comme son compatriote (ils sont originaires tous deux de Saint-Malo) :

« M. Broussais, mon compatriote étudiait avec moi à Dinan (…) Une fois je pensai me noyer ; une autre fois M. Broussais fut mordu par d'ingrates sangsues, imprévoyantes de l'avenir. (Mémoires d'outre-tombe, tome 1, livre III) »

Bon élève, François Broussais se distingue à la lutte bretonne, et il excelle dans les coups de tête. Durant les périodes de congé, il accompagne son père dans ses tournées ; il y apprend les premiers rudiments de la médecine et de la chirurgie.
Quand la Révolution éclate, son père y participe activement en tant que dirigeant local (membre du tribunal de police, puis président du Comité de guerre de Pleurtuit) ; il ne sera pas réélu après la chute de Robespierre. François Broussais, lui, s'engage à dix-sept ans dans une unité nouvellement créée, la 1re Compagnie des Grenadiers des Côtes-du-Nord. Il participe en 1792, à la lutte contre l'insurrection vendéenne. En 1793, il est caporal, participant aux batailles et aux répressions de la région nantaise. Dans sa correspondance à ses parents, il exprime sa haine envers « les brigands ».
« Enfin nous ne rentrerons qu’après avoir définitivement exterminé toute la race » (Xavier Martin, « Voltaire méconnu » p. 309-310).

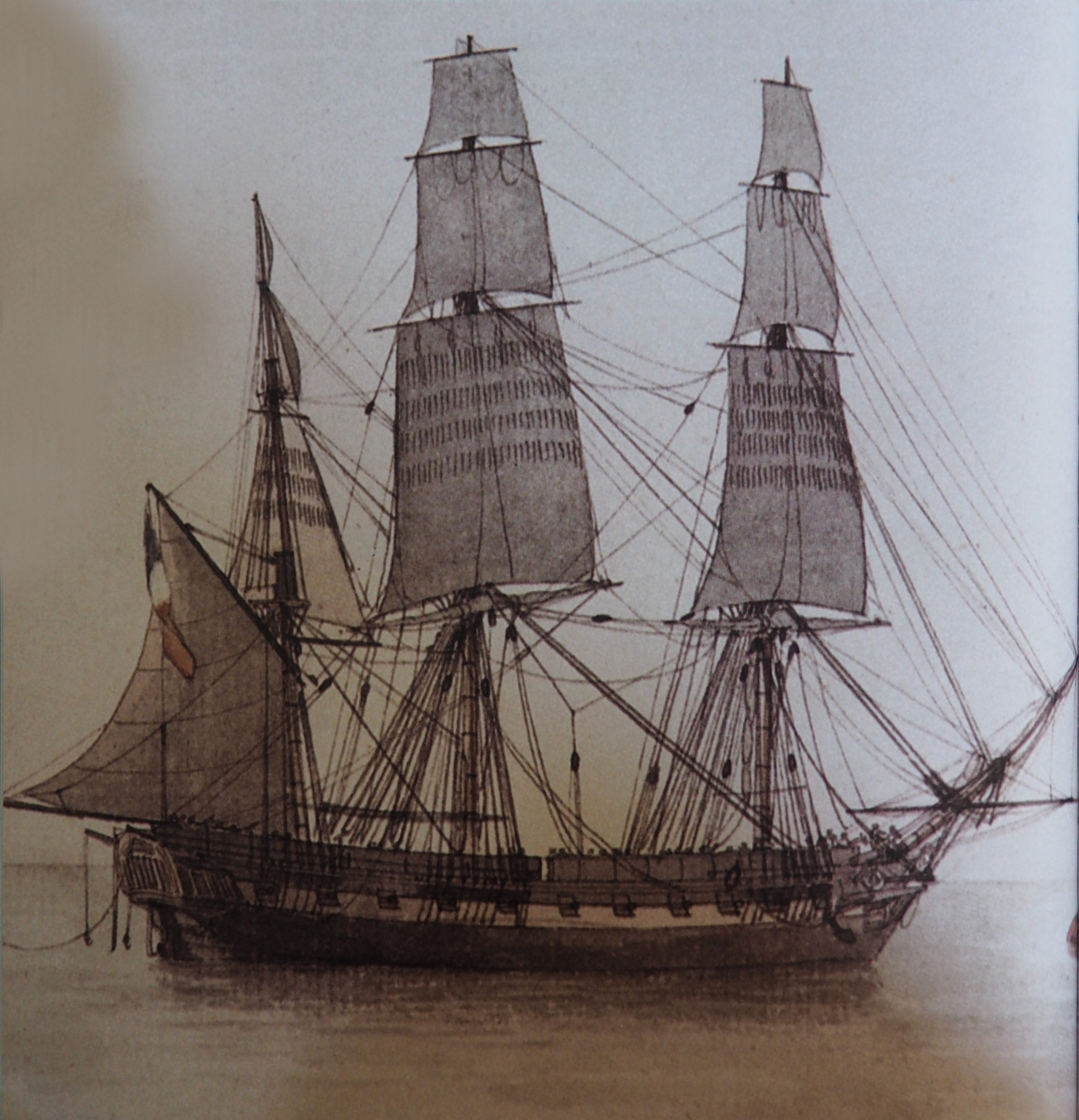
Corvette française, début du XIXe siècle.

En janvier 1794, hospitalisé pour une dysenterie grave, il doit démissionner. Après une convalescence de plusieurs mois, il reprend ses études de médecine. En janvier 1796, il apprend la mort de ses parents, massacrés dans leur maison, dans la nuit suivant celle de Noël 1795, par un groupe de chouans. Sa mère a été hachée à coups de sabre dans son lit, et son père, décapité dans son grenier. Cette maison sera dite « maison du crime » et considérée comme « hantée » jusqu'au début du XXe siècle.
En mars 1796, il se marie avec Marie-Jeanne Froussart, fille d'un capitaine de navire. En septembre de la même année, il embarque comme chirurgien de 2e classe sur les navires corsaires. Sa présence auprès de Surcouf est douteuse, mais les primes (parts de prise) touchées par Broussais, comme enseigne puis second lieutenant, montrent qu'il participa à la capture de plusieurs navires. En 1799, il démissionne de la marine, car il envisage une carrière de médecin à Paris, plutôt que de chirurgien en mer.

### Médecin d'Empire
En 1799, il s'installe à Paris où il est l'élève de Xavier Bichat, de Georges Cabanis et de Philippe Pinel. Il passe sa thèse en 1802, mais il n'a pas la patience de se constituer une clientèle. Il rejoint l'armée de Napoléon en 1804, au camp de Boulogne, en qualité de « médecin ordinaire » de l'armée des Côtes de l'Océan, destinée à envahir l'Angleterre. En 1805, il participe à la bataille d'Austerlitz ; selon le témoignage de Larrey, il soigne les prisonniers russes atteints du typhus. Il accompagne les troupes en Dalmatie et dans le nord de l'Italie ; c'est là qu'il devient le protégé du maréchal Soult,.
Durant ces campagnes, Broussais observe et dissèque, plus qu'il ne soigne, prenant des notes de plusieurs centaines de cas. Atteint lui-même d'une fièvre digestive en 1808, il se guérit par une diète rigoureuse, en refusant les traitements des confrères. Il obtient ensuite une longue permission pour convalescence. Il regagne alors Paris avec ses manuscrits. En quelques semaines, il rédige et publie son Histoire des phlegmasies ou inflammations chroniques (1808), en deux volumes de 600 pages chacun. Cet ouvrage inaugure « un colossal monologue triomphaliste qui va durer près de trente ans et s'exprimer en plus de quarante volumes ».
Il rejoint ensuite les troupes de Soult engagées dans la guerre d'Espagne, en étant médecin de divers hôpitaux militaires jusqu'en 1813. De retour à Paris en 1814, il est réformé puis appelé comme médecin adjoint à l'hôpital du Val-de-Grâce, probablement grâce à Soult.

### Professeur sous la Restauration

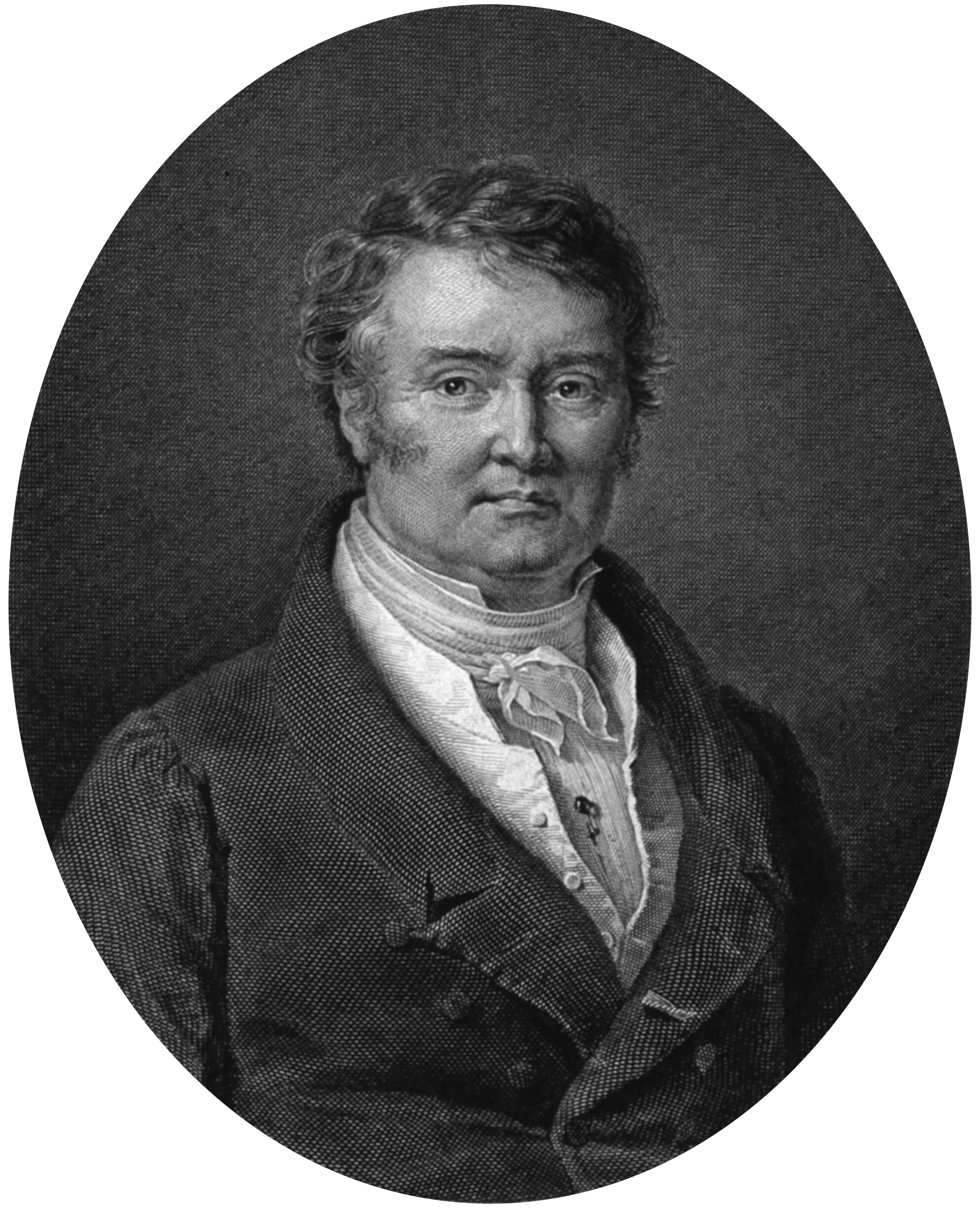
François Broussais

Le 30 décembre 1814, l'hôpital du Val de Grâce est rétabli comme hôpital militaire d'instruction, et, le 8 janvier 1815, Broussais est nommé second professeur ; il reçoit la croix de chevalier de la Légion d'honneur dans la même année. L'enseignement ne s'adresse pas seulement aux jeunes médecins militaires, c'est aussi un enseignement public suivi par des étudiants en médecine et des médecins civils. Broussais a aussi son cours libre ou particulier, en local privé, habitude courante des professeurs de cette époque.
C'est là qu'il élabore sa théorie originale des relations entre « vie » et « stimulus » et sur l'interdépendance (ou « sympathies ») des divers organes. En 1816, il publie son ouvrage Examen de la doctrine médicale généralement adoptée et des systèmes modernes de nosologie , un pamphlet de 475 pages où il expose ses idées en critiquant sévèrement celles de Pinel et de Laënnec. Il ré-éditera son ouvrage plusieurs fois dans sa vie en le complétant (la dernière édition fait 2 600 pages en 4 volumes).
En 1820, il est promu premier professeur et médecin en chef du Val-de-Grâce. Il fait partie des premiers membres de l'Académie royale de Médecine, créée le 27 décembre 1820. La période 1821–1832 est celle du triomphe de Broussais : sa fougue, sa puissance verbale, son passé militaire prestigieux, ses opinions médicales nouvelles et révolutionnaires le rendent très populaire auprès des étudiants engagés dans l'opposition libérale. Broussais se présente lui-même, mi-plaisantin et mi-sérieux, comme un « nouveau Messie ».
À partir de 1822, et pendant 13 ans, il publie, pour défendre sa doctrine, les Annales de la médecine physiologique, revue semestrielle, représentant 26 volumes de plus de 500 pages chacun, presque entièrement composée d'articles de lui. Il a des abonnés et correspondants belges, hollandais, allemands… Son influence déborde les milieux médicaux, car il publie aussi des ouvrages anonymes de vulgarisation pour le grand public, comme le « Catéchisme de la médecine physiologique » (1824).
Il rayonne à la fois sur la jeunesse éprise de nouveautés, et sur les vétérans des guerres de la Révolution et de l'Empire. Toutefois, malgré ses démarches, il ne parvient toujours pas à obtenir une chaire à la faculté de médecine. En 1828, Charles X le fait officier de la Légion d'honneur. Cette année-là, il publie De l'irritation et de la folie, où il applique son système aux maladies mentales. En 1830, grâce à l'appui de Casimir Perier, il est enfin nommé professeur de pathologie à la faculté de médecine.
Par la suite, il adopte les opinions de Franz Joseph Gall en neuroanatomie, et il enseigne aussi la phrénologie, après avoir créé la Société phrénologique de Paris le 14 janvier 1831.

### Du choléra à la fin
En mars 1832, une pandémie de choléra touche la ville de Paris ; elle fera plus de 18 000 victimes. Le système de Broussais est mis en échec ; des victimes fameuses meurent dans ses bras, dont le célèbre général Lamarque, et Casimir Perier lui-même. Broussais, lui aussi, est atteint de choléra, mais d'une forme peu grave de fin d'épidémie.
Après son rétablissement, il devient membre de l'Académie des sciences morales et politiques en 1832, membre adjoint du Conseil de Santé en 1835, et inspecteur du service de santé en 1836. Peu de temps avant sa mort, il est fait commandeur de la Légion d'honneur. Broussais meurt le 17 novembre 1838, au faubourg de Bacchus à Vitry-sur-Seine, d'un cancer du rectum.
Ses funérailles ont lieu en grande pompe le 21 novembre 1838, devant les membres des académies en habit vert, les universitaires en toge rouge, les officiers et médecins militaires en grand uniforme, suivis d'une « foule immense de médecins et d'élèves ». Les honneurs sont rendus par un régiment de ligne. Plusieurs éloges funèbres sont prononcés, dont ceux du baron Larrey et du Pr Bouillaud. Il est d'abord inhumé au cimetière du Père-Lachaise, mais, le 13 juin 1844, son corps est ramené au pied de sa statue, érigée en 1841, à l'hôpital du Val-de-Grâce.
Toutefois, le souvenir de sa gloire s'amenuise. Seuls des écrivains, Balzac, Flaubert, ou Barbey d'Aurevilly, le mentionnent encore, par ironie.

## Système de Broussais
Broussais soutient qu'en pathologie « tout est inflammation », expliquant tous les phénomènes pathologiques par l'irritation et l'inflammation des tissus, surtout ceux du tube digestif. On l'accuse souvent d'avoir professé un système exclusif et d'avoir abusé de la saignée.

### Origines et influences
Par ses influences familiales et de jeunesse, Broussais est imprégné des idées, surtout anticléricales et révolutionnaires, des Lumières, dont l'unité de la nature et l'unité des sciences (idéal de l'Encyclopédie), en s'opposant aux systèmes métaphysiques et aux doctrines spiritualistes. C'est initialement un chirurgien, nourri par l'expérience fondée sur l'observation des faits et l'analyse des sensations et des idées, sans préjugé dogmatique, qui cherche en toute affection une origine localisée, la lésion.

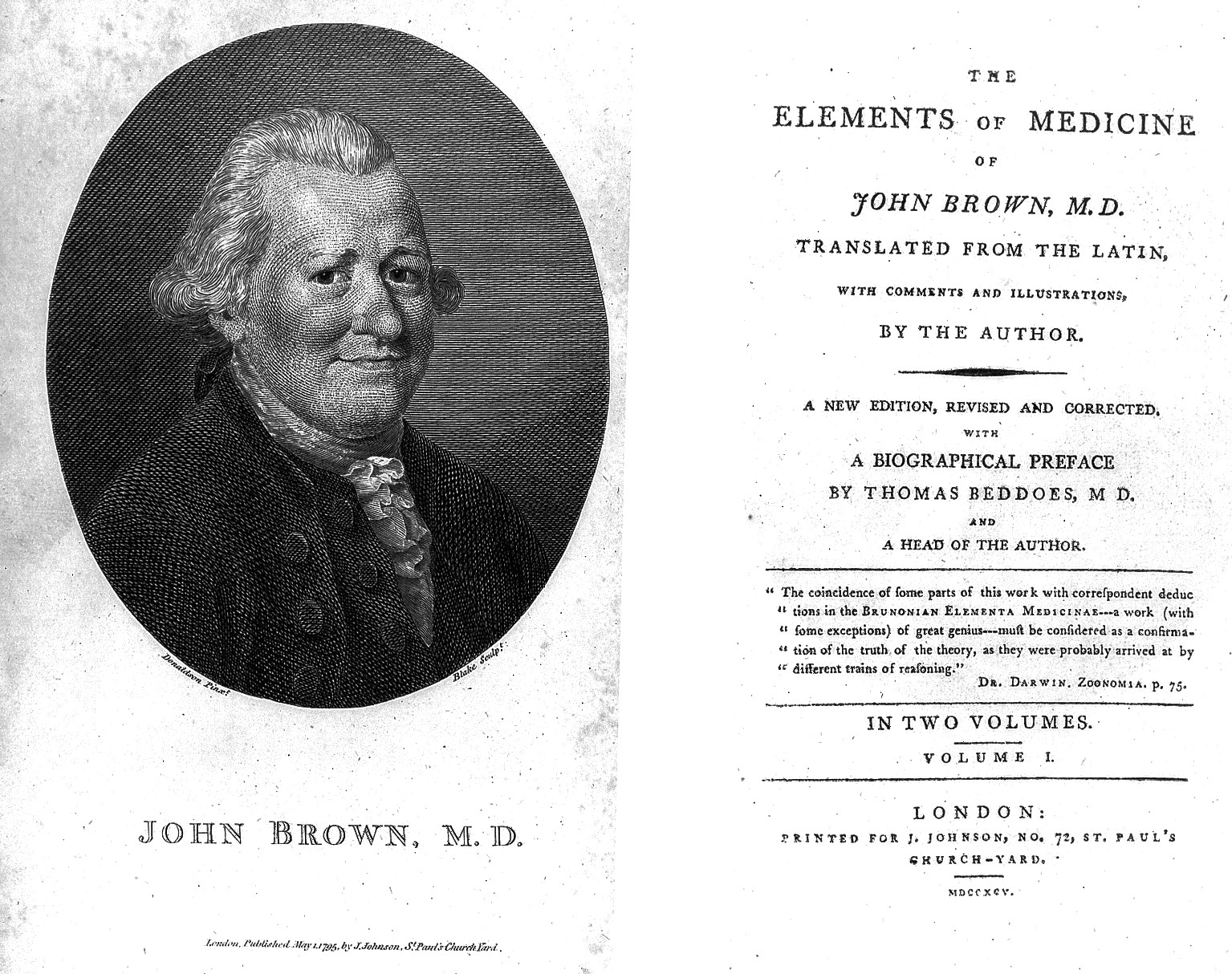
John Brown (1735-1788) dans son Elements of medicine, édition anglaise de 1795.

Il retient, de Pinel, la nécessité d'une nosologie (classement des maladies en ensembles et sous-ensembles reliés entre eux) ; de Bichat, la nécessité de l'autopsie et de l'anatomie pathologique (non plus seulement des organes, mais des « membranes » ou tissus) ; et, de Cabanis, la nécessité d'une science globale de l'homme, fondée sur l'unité du corps et des idées (monisme biomédical), sur l'existence universelle d'une chaîne des êtres et d'une chaîne des vérités
En s'opposant aux dogmes et aux systèmes, Broussais va créer le sien propre. Selon Mirko Grmek, « ce n'est que le dernier éclat de la pensée métaphysique en médecine, l'été indien des systèmes qui ramènent toute la médecine à quelques principes simples ».
Le moment décisif du système de Broussais est sa rencontre en Allemagne et en Italie, en 1807-1808, avec des partisans de la doctrine du médecin écossais John Brown (1735-1788). Celui-ci explique entièrement la vie et l'homme par un principe vital unique, l'excitabilité. La vie n'existe que par réponse à une stimulation. Ce principe reste identique dans les processus de santé et de maladie, la maladie ne différant de l'état normal que par des degrés d'intensité. Toutes les maladies ne sont que des sthénies (excès d'excitation) ou des asthénies (défauts d'excitation), à traiter par des sédatifs ou des stimulants.

### Médecine dite physiologique
Broussais va adopter les mêmes axiomes théoriques que Brown, mais avec des conclusions pratiques différentes, voire opposées : la quasi-totalité des maladies sont dues à l'irritabilité tissulaire (excitation excessive), qu'il convient de traiter par la mise au repos (diète) et la déplétion (saignées).
Dans son Histoire des phlegmasies ou inflammations chroniques (1808), il pose les premiers fondements de sa doctrine, qu'il appelle déjà « la médecine physiologique ». Contre les « empiristes aveugles » et les « théoriciens fanatiques », il affirme s'en tenir aux conclusions qui découlent d'elles-mêmes de faits bien observés, « la véritable théorie, [c'est] le résultat des faits réduits en principes ». Les faits, ce sont les 125 observations, cliniques et autopsiques, qu'il a choisi pour s'y référer.

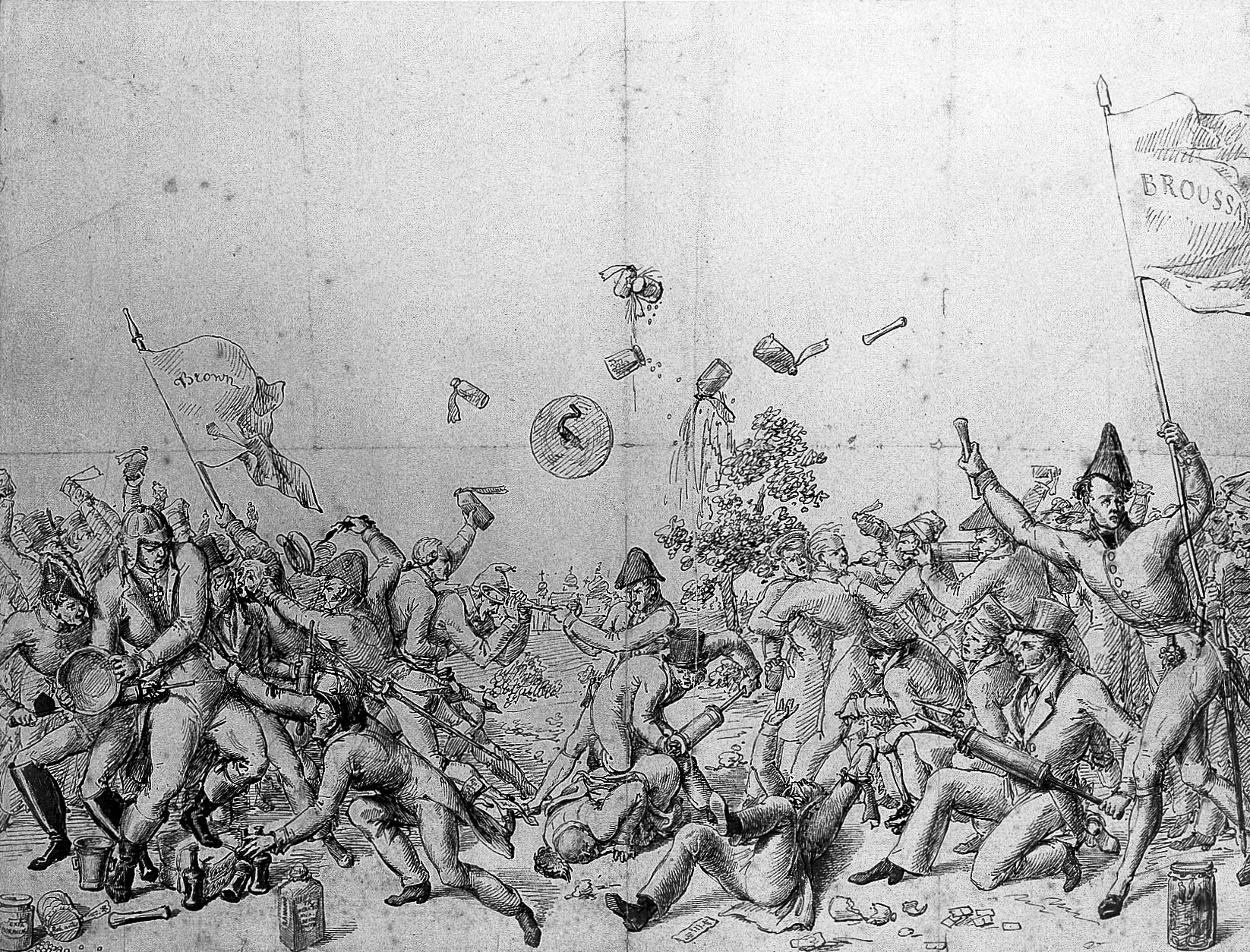
Bataille entre les partisans de Brown (à gauche) et ceux de Broussais (à droite) à propos de la diète et de la saignée (caricature de Carle Vernet).

Selon Broussais, la quasi-totalité des maladies chroniques font suite à une inflammation qui n'a pu être guérie à son début. Toutes les inflammations procèdent d'une atteinte digestive (gastro-entérite), qui peut agir à distance, sur d'autres organes, par action sympathique. Ainsi toutes les inflammations pulmonaires se transforment les unes dans les autres, provenant toutes d'une gastrite, et aboutissant toutes à la phtisie tuberculeuse. Les inflammations digestives sont dues à l'alimentation solide, aux boissons alcoolisées et aux particules de l'air vicié.
Dans son Examen de la doctrine médicale… (1816), Broussais a gagné de l'autorité et de l'ambition. Il ne veut plus seulement proposer des idées nouvelles, mais balayer toutes les autres, en commençant par celles de son temps, d'autant plus qu'elles sont proches des siennes : comme la doctrine de John Brown (coupable d'avoir donné trop d'importance aux asthénies et aux stimulants). Dans les éditions suivantes enrichies, intitulées désormais Examen des doctrines médicales… au pluriel, Broussais s'attaque à toutes les doctrines médicales passées, faisant preuve d'une érudition historique impressionnante : il critique ainsi Pythagore et Platon, puis tous les autres auteurs de l'antiquité et du Moyen Âge, y compris les médecins arabes, jusqu'au XVIIIe siècle. Ses accusations les plus fréquentes sont « ontologiste », « sceptico-fataliste », et « Kanto-platonicien ».

### Diète et sangsues

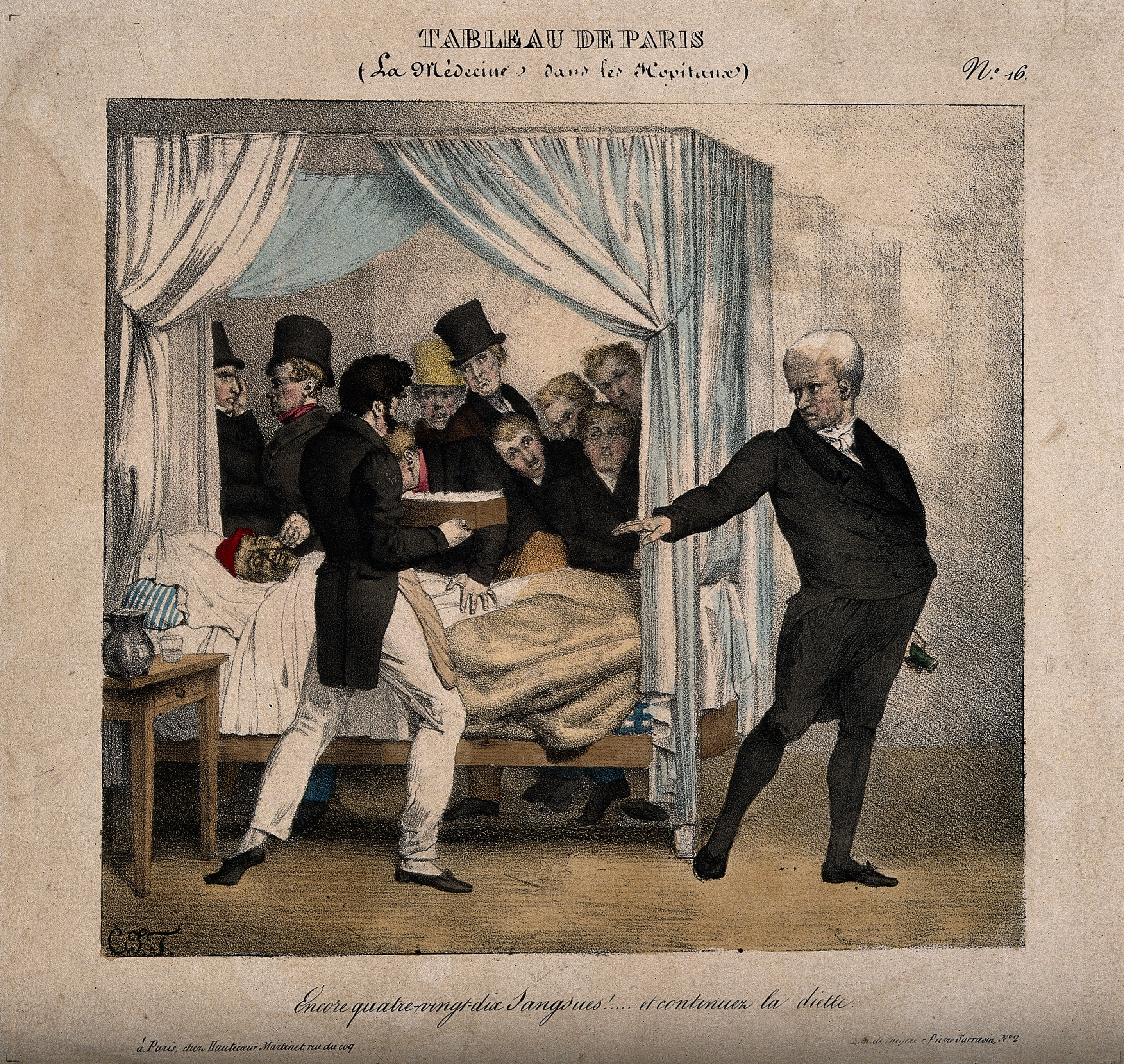
Broussais prescrivant la saignée : Encore quatre-vingt-dix sangsues !… Et continuez la diète. Lithographie de Traviès, 1827.

Il préconise le traitement antiphlogistique, c'est-à-dire que sa thérapeutique repose sur deux principes visant à réduire l'inflammation ou irritation tissulaire digestive : la diète et la saignée.
Broussais soumet ses malades à une diète liquide sévère, même s'ils ont conservé l'appétit. Seules sont autorisées des boissons comme la limonade, l'eau de riz, les solutions de gomme adragante ou d'acide tartrique. La saignée consiste de préférence en application locale de plusieurs sangsues, le plus souvent sur l'épigastre. Ce schéma thérapeutique sera la marque distinctive et originale du système Broussais. Ce système sera appliqué en France de façon quasi-exclusive dans les années 1820, si bien que les pharmaciens et les éditeurs se plaignent de ne plus vendre, de médicaments ou des livres de médecine qui ne soient pas de Broussais.
La consommation de sangsues en France est telle qu'il faut en importer des sacs entiers, arrosés en permanence dans des voitures spéciales, en provenance de Hongrie, de Bohême, et de Turquie. En 1824, la France consomme plus de 80 millions de sangsues, des inventeurs proposent de petits instruments mécaniques pour en reproduire l'action. Un médecin américain déclare « on reconnait un Français à ses cicatrices de sangsues sur le ventre ». La mode féminine s'en empare avec « les robes à la Broussais », dont les garnitures en virgules violacées ressemblent à des sangsues.
Ce succès est attribué à la situation politique. Broussais aurait réussi à présenter sa « médecine physiologique » comme une option idéologique, un symbole de résistance à la Restauration. Pour imposer ses idées médicales, Broussais n'avait pas ou plus d'option politique claire, mais il a su habilement tirer parti de la situation politique et de ses différentes relations.

## Principe de Broussais
Un de ses principes aurait servi de base à la création du positivisme d'Auguste Comte et de sa philosophie politique.
Selon Auguste Comte, Broussais est l'inventeur d'un principe selon lequel « il y a identité du normal et du pathologique, aux variations quantitatives près ». L'identité du principe vital en état de santé et de maladie est en effet l'un des fondements de ce qu'on appellera la « médecine physiologique » (notamment celle de Claude Bernard).
Selon Georges Canguilhem, « Comte se justifie d'affirmer que la thérapeutique des crises politiques consiste à ramener les sociétés à leur structure essentielle et permanente, à ne tolérer le progrès que dans les limites de variation de l'ordre naturel que définit la statique sociale ».
L'inventeur du principe serait en fait le médecin écossais John Brown, dont Broussais se serait inspiré. Selon Nelly Tsouyopoulos, « Auguste Comte assura une place [à Broussais] dans l'histoire de la philosophie, notamment en baptisant « principe de Broussais » le principe brownien d'identité des processus physiologiques et pathologiques ».
Canguilhem conclut : « Le principe de Broussais reste donc dans la doctrine positiviste une idée subordonnée à un système et ce sont les médecins, les psychologues et les littérateurs d'inspiration et de tradition positivistes qui l'ont diffusée comme conception indépendante ».

## Importance de Broussais
Selon Michel Foucault, tout était justifié dans les attaques dirigées contre Broussais, mais pas complètement. Foucault souligne ainsi l'importance de Broussais dans l'histoire des fièvres.
Broussais aurait eu le mérite de mettre à bas l'idée de « fièvre essentielle », en attribuant à toute maladie fébrile un point de départ localisable : la lésion inflammatoire. La fièvre n'est plus une essence, elle appartient alors à un espace : c'est un processus d'abord local, qui se généralise.

« Avec Broussais, la localisation appelle un schéma causal enveloppant (…) L'espace local de la maladie est en même temps et immédiatement, un espace causal. Alors – et c'est là la grande découverte de 1816 – disparait l'être de la maladie (…) il n'y a plus ni maladies essentielles, ni essences des maladies. »

Selon Foucault, c'est la fin de « l'ontologie fébrile » (la fièvre comme être ou essence). À partir des années 1830, tous ceux qui s'opposaient à Broussais sur cette question reconnaissent aux fièvres générales une origine locale organique. Commence alors, tout au long du XIXe siècle, une médecine des réactions pathologiques, où la médecine des agents pathogènes viendra s'emboîter.
Cependant, durant ce XIXe siècle, la réputation de Broussais décline, alors que celle de Laennec grandit, inversant la situation de leur vivant. Au XXe siècle, pour la plupart des historiens, Broussais n'est plus qu'un auteur mineur, quelque peu excentrique, alors que Laennec est devenu un héros médical emblématique, celui de l'auscultation et de l'anatomie pathologique, (méthode anatomoclinique).
Au XXIe siècle, avec l'importance donnée au microbiote intestinal humain, l'idée centrale de Broussais (les pathologies rapportées à une inflammation gastro-intestinale) serait, selon Anne-Marie Moulin, « revisitée sans que d'ailleurs à ma connaissance il lui soit jamais fait référence nommément. ».

## Profession de foi
À la mort de Broussais, son ancien secrétaire Henri de Montègre rend public un « testament philosophique » de Broussais. Il s'agit d'un manuscrit intitulé Ceci est pour mes amis, mes seuls amis. Développement de mon opinion et expression de ma foi. Le manuscrit original est conservé à la Bibliothèque Nationale de France, département des manuscrits français (Fr. 12762).

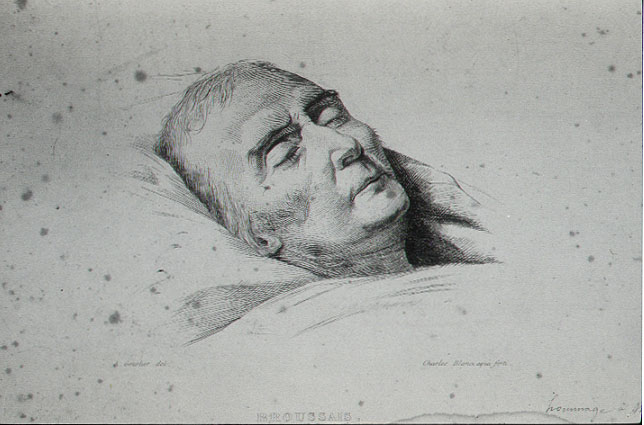
Masque mortuaire de Broussais.
Gravure de Charles Blanc parue dans L'Artiste (1838).

Broussais exprime son agnosticisme, avec le sentiment d'une intelligence coordinatrice de l'univers à laquelle il n'a pas besoin d'adresser un culte.
« Je ne crains rien et n'espère rien pour une autre vie, parce que je ne saurais me la représenter. Je ne crains pas d'exprimer mon opinion, ni d'exposer ma profession de foi, parce que je suis convaincu qu'elle ne détruira le bonheur de personne. »
Le passage le plus connu, et souvent cité, de cette profession de foi est :

« Dès que je sus par la chirurgie que du pus accumulé à la surface du cerveau détruisait nos facultés, et que l'évacuation de ce pus leur permettait de reparaître, je ne fus plus maître de les concevoir autrement que comme des actes d'un cerveau vivant, quoique je ne susse ni ce qu'est un cerveau, ni ce que c'est que la vie. »

Il conclut sur la seule existence d'un réel extérieur, accessible par les sens et montré par l'intelligence. « Si l'on croit voir un autre extérieur, on se trompe, on ne peut voir que celui-là. Telle est ma croyance ».

## Œuvres et publications
- Histoire des phlegmasies ou inflammations chroniques, fondée sur de nouvelles observations de clinique et d'anatomie pathologique, 1808 — Ouvrage dans lequel il combat le système médical de l’époque. — En ligne : 2e  éd., 1816
- Examen de la doctrine méd́icale généralement adoptée, et des systèmes modernes de nosologie dans lequel on détermine par les faits et par le raisonnement, leur influence sur le traitement et sur le terminaison des maladies ; suivi d'un plan d'études fondé sur l'anatomie et la physiologie pour parvenir à la connaissance du siège et des symptômes des affections pathologiques, et à la thérapeutique la plus rationnelle, 1816Ouvrage critiquant vivement les doctrines reçues et qui opéra une révolution dans l'école.
- Annales de la médecine physiologique — Périodique
- Examen des doctrines médicales et des systèmes de nosologie : précédé de propositions renfermant la substance de la médecine physiologique, 3 vol., Paris, Méquignon-Marvis, 1821
- Traité de physiologie appliquée à la pathologie, 1822 — En ligne : t. 1, 1834 ; t. 2, 1834
- Traité de physiologie pathologique, 1825
- Traité sur l'irritation et sur la folie, 1828
  - (avec Casimir-Anne-Marie Broussais[34]) De l'irritation et de la folie : ouvrage dans lequel les rapports du physique et du moral sont établis sur les bases de la médecine physiologique, 1839
- Commentaires des propositions de pathologie consignées dans l'examen des doctrines médicales, Paris, Mlle Delaunay, 1829, 2 volumes in-8°
- Du choléra-morbus — Leçons faites au Val-de-Grâce par le Dr Broussais, les 18 et 19 avril 1832, 1832
  - Deux leçons du Prof. Broussais sur le choléra-morbus, faites au Val-de-Grâce, les 18 et 19 avril 1832, suivies d'une notice hygiénique sur les moyens préservatifs de ce fléau, par M. Salgues, 1832
- Choléra-Morbus. Leçons professées à l'hôpital de Val-De-Grace, Bureau du sténographe des Chambres, Paris, 1832.
- Le choléra-morbus épidémique observé et traité selon la méthode physiologique, Paris, Mlle Delaunay, 1832.
- Traitement du choléra-morbus, extrait de la 1re leçon de M. le Dr Broussais sur le choléra, Imprimerie de Mellinet, 1832 (ASIN B001CF02IM)
- Lettre de M. Broussais sur le choléra-morbus, 1832
- L'association du physique et du moral, 1834
- Cours de phrénologie, Baillière, Paris, 1836[35]

## Compléments

### Hommages
- Décoré de la croix de l'ordre de la Réunion en 1812[36].
- Il est fait chevalier de l'ordre national de la Légion d'honneur le 17 janvier 1815, officier le 29 octobre 1828 et commandeur le 27 avril 1838[37].
- François-Auguste Mignet lit, le 27 juin 1840, une Notice sur Broussais à l'Académie des sciences morales et politiques.
- Le 21 août 1841, sa statue en bronze est érigée dans une cour de l'hôpital du Val-de-Grâce ; c'est une œuvre de Théophile Bra, réalisée grâce à plus de mille souscripteurs, y compris des États-Unis.

#### Éponymie
- À Nantes, le parc de Broussais doit son nom au fait qu'il abrita les bâtiments baptisés en l'honneur de François Broussais de l'hôpital militaire de la ville entre 1911 et 1984[38].
- Il existe plusieurs hôpitaux nommés en son honneur : l'hôpital Broussais de Saint-Malo et l'hôpital Broussais de Paris.
- À Pleurtuit il existe une rue du docteur François Broussais.
- À Dinan un collège porte le nom de François Broussais en son hommage.